# Whittier (Alaska)
Whittier è un centro abitato dell'Alaska situato nel Census Area di Valdez-Cordova, negli Stati Uniti d'America.

## Geografia fisica
Whittier si trova sulla riva nord-est della penisola di Kenai, sul lato ovest dello Stretto di Prince William a circa 120 km a sud-est di Anchorage.
Il piccolo centro abitato si sviluppa sulla piccola area vagamente triangolare della pianura alluvionale ai piedi delle montagne che la sovrastano, tra cui la Maynard Mountain, attraversata dall'Anton Anderson Memorial Tunnel.
Secondo l'Ufficio del censimento degli Stati Uniti, ha una superficie totale di 19,78 mi² (51,23 km²).

## Storia
Il toponimo trae origine dal vicino ghiacciaio omonimo che a sua volta prese il nome dal poeta americano John Greenleaf Whittier nel 1915.
L'area di Whittier venne esplorata a partire dal 1943, durante la seconda guerra mondiale, quando venne scelta come luogo strategico per realizzare un porto militare e una base logistica per l'esercito americano. A supervisionare il progetto fu l'ingegnere militare Anton Anderson che si occupò di coordinare le prime operazioni di insediamento della struttura militare che originariamente prese il nome di Camp Sullivan. 
Sulla base del suo progetto venne realizzato il porto e, nel 1943, il relativo collegamento ferroviario alla ferrovia dell'Alaska, reso possibile grazie alla costruzione di una lunga galleria ferroviaria ad uso misto stradale a lui intitolata, che tuttora rappresenta l'unico accesso via terra al piccolo centro abitato di Whittier.
A partire dal 1953 vennero avviati i lavori per realizzare delle strutture abitative e operative atte ad ospitare il quartier generale dell'US Army Corps of Engineers e fu così che venne costruito l'imponente edificio nominato Hodge Building, intitolato alla memoria del colonnello Walter William Hodge, comandante del 93° Engineer Regiment dell'Alcan Highway. Accanto ad esso venne realizzato anche il Buckner Building, che per la sua estensione fu considerato per anni il più grande edificio dell'Alaska.
Nel 1962 la US Army Corps of Engineers realizzò anche un piccolo aeroporto e ampliò anche l'infrastruttura portuale realizzando un terminal per prodotti petroliferi insieme ad una stazione di pompaggio dotata di un oleodotto lungo circa 100 km che raggiunge tuttora Anchorage. Due anni dopo l'intera area fu colpita da uno tsunami causato dal terremoto dell'Alaska, tuttavia i danni non furono ingenti e interessarono soprattutto il vicino Buckner Building che da allora venne abbandonato; l'Hodge Building invece venne trasformato in un edificio civile con svariate unità abitative e rinominato Begich Towers Condominium. Da allora l'edificio ospita complessivamente circa duecento abitanti, ovvero la quasi totalità dell'intera popolazione di Whittier che, grazie alla concentrazione di tutti i maggiori servizi all'interno dell'edificio, può condurre la propria vita senza mai uscire dalla struttura.
Dagli anni novanta del Novecento la piccola località di Whittier è divenuta una delle mete più popolari della zona per le molte navi da crociera che fanno scalo nel piccolo porto affacciato sul Prince William Sound, specialmente durante il periodo estivo, quando - trovandosi solo 6 gradi sotto al circolo polare artico - le giornate arrivano a più di 19 ore di luce; oltre alla Begich Tower, la maggiore attrazione turistica risulta essere la visita al Buckner Building, il vasto edificio abbandonato che sorge alla periferia del villaggio.

## Società

### Evoluzione demografica

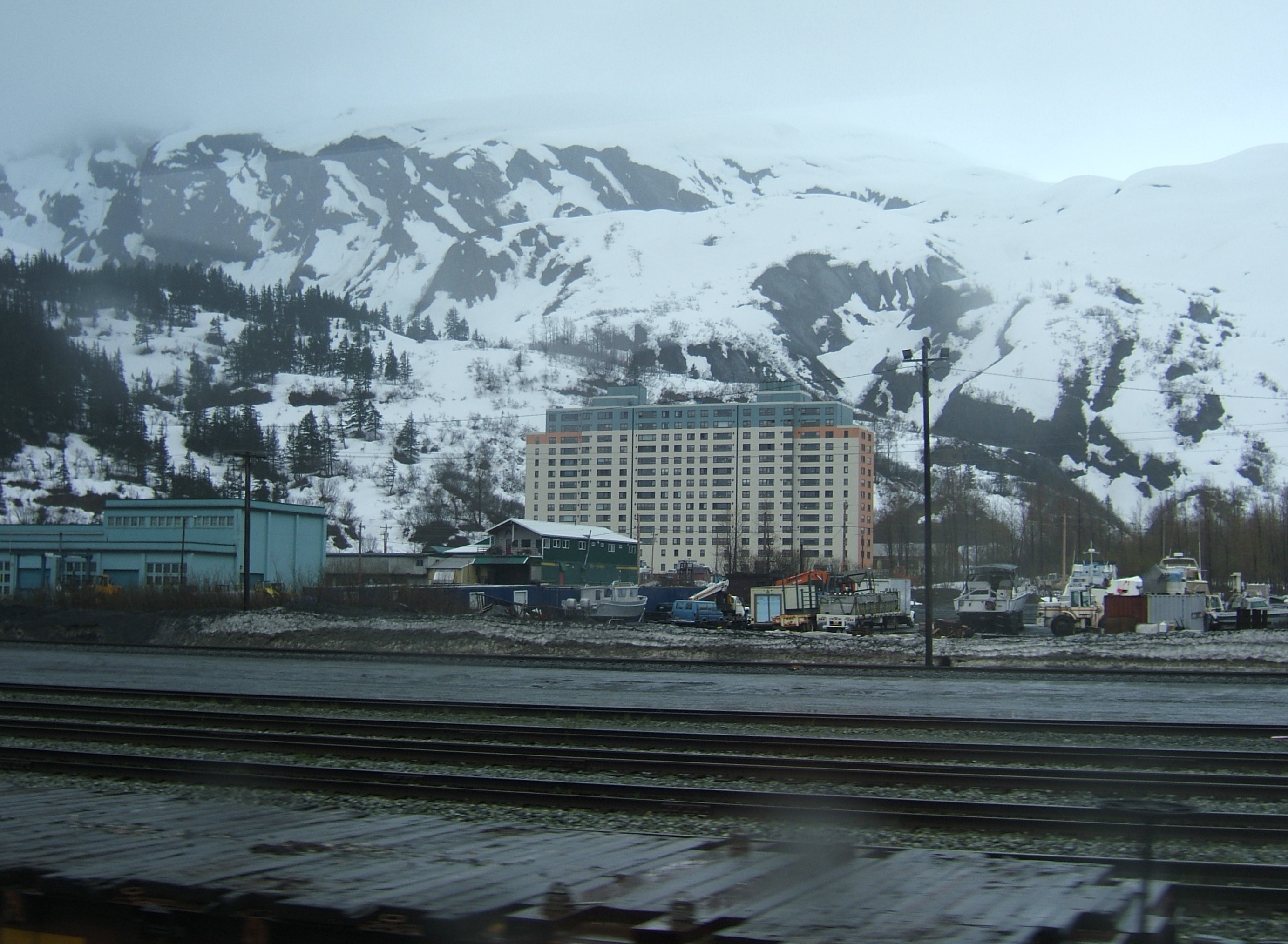
Tutti i servizi di Whittier, inclusi negozi e scuola, sono all'interno di questo edificio (che ospita, tra l'altro, la quasi totalità degli abitanti)

Secondo il censimento del 2020, la popolazione era di 272 abitanti.

## Infrastrutture e trasporti

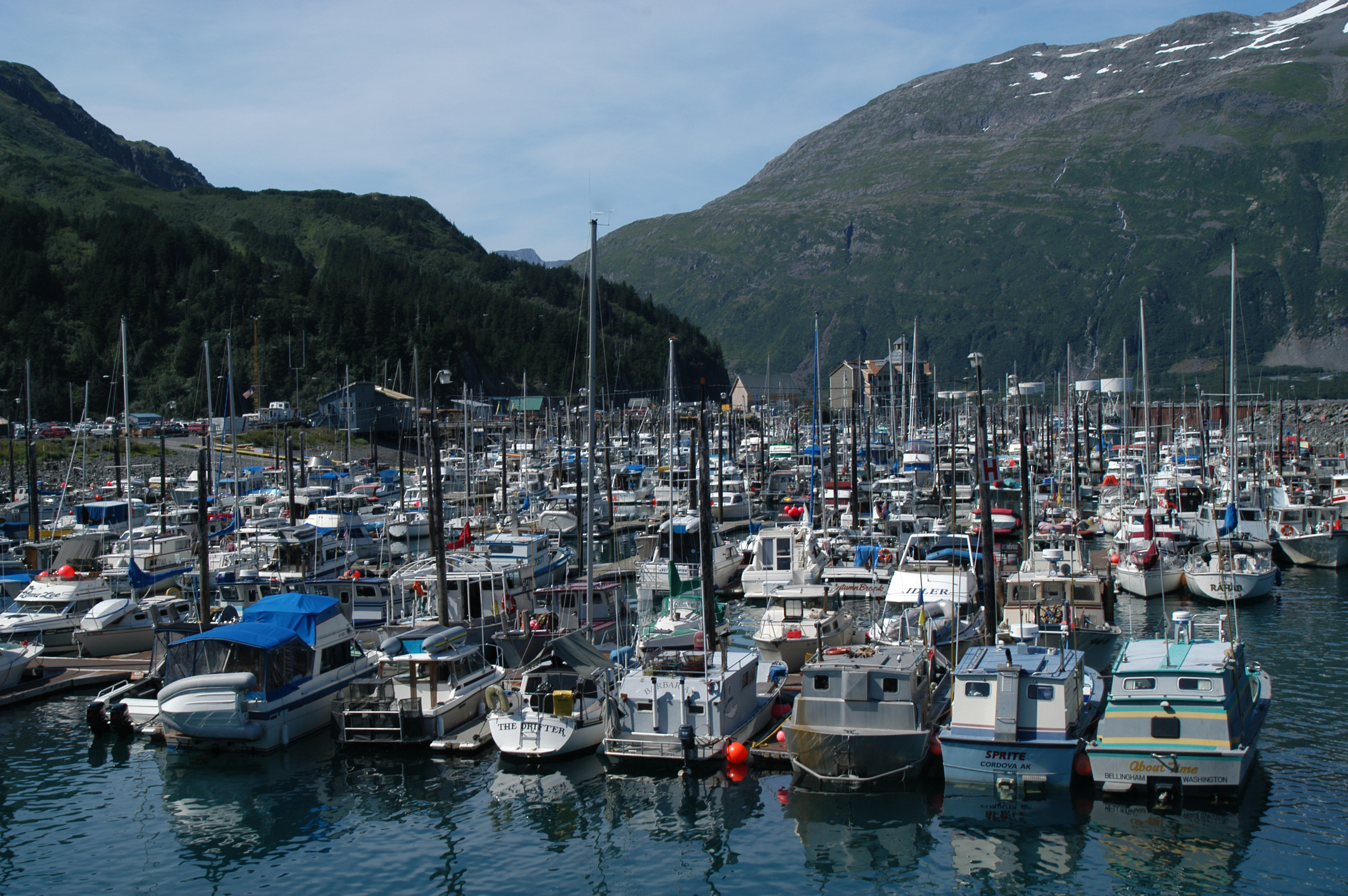
Porto di Whittier

Nonostante le particolari condizioni di isolamento favorite dal mare e dal contesto orografico circostante, il centro abitato risulta ben collegato. Il traffico automobilistico e quello ferroviario sono garantiti dall'Anton Anderson Memorial Tunnel, a uso misto stradale-ferroviario, che collega la stazione ferroviaria servita dalla Alaska Railroad. 
Whittier è anche sede di un porto abbastanza sviluppato che comprende moli turistici e una banchina attrezzata per far attraccare grandi navi da crociera che vi sostano periodicamente, inoltre dispone anche di un piccolo scalo aeroportuale.
Il piccolo centro abitato è comunque meta turistica dell'Alaska ed è fornito anche di un campeggio. La principale attrazione è il Buckner Building, un edificio abbandonato che sorge alla periferia del paese.